# Latinské liturgické obřady
Tento článek je o liturgických ritech latinské církve. Pro samotnou církev viz Latinská církev. Pro nejrozšířenější ritus viz Římský ritus. O latině v liturgických obřadech viz Liturgické používání latiny.

Bazilika svatého Petra v Římě

Latinské liturgické obřady (rity) neboli západní liturgické obřady jsou rozsáhlou skupinou liturgických obřadů a způsobů veřejné bohoslužby používaných latinskou církví, největší církví sui iuris katolické církve, která má původ v Evropě, kde kdysi převládala latina. Její jazyk je nyní znám jako církevní latina. Nejpoužívanějším obřadem je římský ritus.
Latinské obřady nebyly po mnoho staletí o nic méně početné než moderní východní katolické liturgické obřady. Počet latinských obřadů a způsobů užívání je dnes mnohem menší. Po skončení tridentského koncilu papež Pius V. v letech 1568 a 1570 zrušil breviáře a misály, u nichž nebylo možné prokázat alespoň dvousetletou starobylost, ve prospěch Římského misálu a Římského breviáře. Mnoho místních obřadů, které zůstaly legitimní i po tomto dekretu, bylo dobrovolně opuštěno, zejména v 19. století, ve prospěch tridentské mše a dalších obřadů římského ritu. Ve druhé polovině 20. století se většina řeholních řádů, které měly svůj vlastní liturgický ritus, rozhodla místo něj přijmout římský ritus revidovaný podle dekretů II. vatikánského koncilu (viz Mše Pavla VI.). Několik takových liturgických obřadů přetrvává i ve 21. století pro slavení mše svaté, od roku 1965–1970 v revidovaných formách, ale odlišné liturgické obřady pro slavení ostatních svátostí byly téměř zcela opuštěny.

## Liturgické rity používané v současné době v latinské církvi

### Římský ritus
Hlavní článek: Římský ritus
Římský ritus je zdaleka nejrozšířenější. Stejně jako ostatní liturgické rity se vyvíjel v průběhu času a novější formy nahrazovaly starší. V prvním tisíciletí, během poloviny své existence, prošel mnoha změnami (viz Předtridentská mše). Formy, které papež Pius V. na žádost Tridentského koncilu zavedl v 60. a 70. letech 15. století, prošly v bezprostředně následujících staletích opakovanými drobnými obměnami. Každé nové typické vydání (vydání, jemuž se mají přizpůsobovat další tisky) Římského misálu (viz Tridentská mše) a ostatních liturgických knih nahradilo vydání předchozí.
Ve 20. století došlo k hlubším změnám. Papež Pius X. radikálně upravil žaltář breviáře a změnil rubriky mše. Papež Pius XII. v roce 1955 významně revidoval obřady Svatého týdne a některé další aspekty Římského misálu.

#### Řádná forma
Hlavní články: Mše Pavla VI. a Denní modlitba církve
Po Druhém vatikánském koncilu (1962–1965) následovala všeobecná revize obřadů všech svátostí římského ritu, včetně eucharistie. Stejně jako dříve každé nové typické vydání liturgické knihy nahrazuje vydání předchozí. Tak Římský misál z roku 1970, který nahradil vydání z roku 1962, byl nahrazen vydáním z roku 1975. Vydání z roku 2002 zase nahrazuje vydání z roku 1975, a to jak v latině, tak, jak se objevují oficiální překlady do jednotlivých jazyků, i v jazycích národních. Podle podmínek Summorum Pontificum papeže Benedikta XVI. je mše Pavla VI. následující po II. vatikánském koncilu známá jako řádná forma římského ritu.

#### Mimořádná forma
Hlavní články: Tridentská mše a Římský breviář
Tridentská mše, jak je uvedena v Římském misálu z roku 1962, a další obřady z doby před II. vatikánským koncilem jsou stále povoleny k používání v rámci římského ritu za podmínek uvedených v motu proprio Traditionis Custodes. Tyto obřady vycházejí z liturgických reforem tridentského koncilu, od něhož je odvozeno slovo „tridentský“. Podle popisu v Summorum Pontificum papeže Benedikta XVI. se rituální užívání liturgických knih promulgovaných před II. vatikánským koncilem často označuje jako mimořádná forma.

#### Anglikánské rity (bohoslužba)
Hlavní článek: Anglikánské rity
Anglikánské rity jsou spíše užíváním římského ritu než vlastním obřadem. Při liturgii eucharistie, zejména při eucharistické modlitbě, se nejvíce blíží ostatním formám římského ritu, zatímco při liturgii slova a kajícím obřadu se více liší. Použitý jazyk, který se liší od jazyka překladu římského mešního ritu ICEL, vychází z Book of Common Prayer, původně napsaného v 16. století. Před zřízením osobních ordinariátů se farnosti ve Spojených státech nazývaly „Anglican Use“ a používaly Book of Divine Worship, úpravu Book of Common Prayer. Book of Divine Worship byla nahrazena podobnou knihou Divine Worship: The Missal pro použití v ordinariátech po celém světě se oficiální termín „Anglican Use“ nahradil termínem „Divine Worship“.
Anglikánské liturgické obřady, ať už ty, které se používají v ordinariátech katolické církve, nebo v různých modlitebních knihách a misálech anglikánského společenství a dalších denominací, mají svůj původ v Sarum ritus, který byl variantou římského ritu používaného v Anglii před zavedením Book of Common Prayer z roku 1549 za vlády Edwarda VI., po odtržení od římské církve za předchozího panovníka Jindřicha VIII.
Ve Spojených státech byly na základě pastoračního zabezpečení z roku 1980 zřízeny personální (osobní) farnosti, které do katolické církve přenesly upravené anglikánské tradice z bývalých episkopálních farností svých členů. Toto ustanovení také výjimečně a v jednotlivých případech umožňovalo svěcení ženatých bývalých episkopálních duchovních na katolické kněze. Jako personální farnosti byly tyto farnosti formálně součástí místní katolické diecéze, ale přijímaly za členy každého bývalého anglikána, který chtěl toto ustanovení využít.
Papež Benedikt XVI. zavedl 9. listopadu 2009 celosvětové zabezpečení pro anglikány, kteří se připojili k církvi. Tímto postupem byly zřízeny personální ordinariáty pro bývalé anglikány a další osoby, které vstupují do plného společenství katolické církve. Tyto ordinariáty by byly podobné diecézím, ale zahrnovaly by celé regiony nebo národy. Farnosti patřící do ordinariátu by nebyly součástí místní diecéze. Tyto ordinariáty jsou pověřeny udržováním anglikánské liturgické, duchovní a pastorační tradice a mají plnou pravomoc slavit eucharistii a ostatní svátosti, liturgii hodin a další liturgické úkony v souladu s liturgickými knihami vlastními anglikánské tradici v revizích schválených Svatým stolcem. Tato fakulta nevylučuje liturgické slavení podle římského ritu.
Osobní ordinariát Naší Paní z Walsinghamu byl zřízen pro Anglii a Wales 15. ledna 2011, Osobní ordinariát Stolce svatého Petra pro Spojené státy a Kanadu 1. ledna 2012 a Osobní ordinariát Naší Paní Jižního kříže pro Austrálii 15. června 2012. Od roku 2017 bylo dekretem rozhodnuto, že všechny farnosti ve Spojených státech zřízené podle pastoračního zabezpečení budou převedeny do ordinariátu. Biskup Steven Lopes z Osobní ordinariát Stolce svatého Petra požádal, aby se vyhýbalo termínům jako „anglikánský ritus“ a „anglikánský ordinariát“, a uvedl: „Naši duchovní a věřící nemají rádi, když se jim říká anglikáni, jednak proto, že je to necitlivé vůči skutečným anglikánům, jednak proto, že se tím nenápadně naznačuje, že jejich vstup do plného společenství není tak úplný. Jsme katolíci v každém smyslu.“

#### Algonkinské a irokézské rity
Hlavní článek: Indiánská mše
V indiánských misiích v Kanadě a Spojených státech se vyvinula řada variací na římský obřad, kterým se také říká „indiánské mše“. Ty vznikly v 17. století a některé se používaly až do Druhého vatikánského koncilu. Kněžské části zůstaly v latině, zatímco ordinária zpívaná sborem byla přeložena do místního jazyka (např. mohawského, algonkinského, mikmackého a huronského). Obvykle také obsahovaly redukovaný cyklus proseb a hymnů v rodném jazyce.

#### Zairské rity
Hlavní článek: Zairské rity
Zairské rity jsou inkulturovanou variantou řádné formy římského ritu římskokatolické církve. Ve velmi omezené míře se používaly v některých afrických zemích od konce 70. do začátku 80. let 20. století.

#### Sarumské rity
Hlavní článek: Sarumské rity
Sarumské rity jsou variantou římského ritu pocházejícího ze salisburské diecéze, který byl v Anglii a Skotsku rozšířen až do svého potlačení během anglické reformace a nahrazení Knihou společných modliteb, která jím byla v tehdejší schizmatické anglikánské církvi silně ovlivněna, a jejich užití mezi zbývajícími katolíky bylo postupně vytlačeno tridentskou mší.

### Západní rity „galikánského“ typu

#### Ambrosiánský ritus
Hlavní článek: Ambrosiánský ritus
Ambrosiánský ritus se nejčastěji slaví v milánské arcidiecézi v Itálii a v některých sousedních diecézích v Itálii a Švýcarsku. V současné době se obvykle používá italština, nikoliv latina. S některými variantami textů a drobnými rozdíly v pořadí čtení je svou formou podobný římskému ritu. Jeho zařazení do příbuzenstva galikánského ritu je sporné.

#### Bragský ritus
Hlavní článek: Bragský ritus
Bragský ritus se používá, ale od 18. listopadu 1971 pouze fakultativně, v arcidiecézi Braga v severním Portugalsku.

#### Mozarabský ritus
Hlavní článek: Mozarabský ritus
Mozarabský obřad, který byl ve vizigótské době rozšířen po celém Španělsku, se dnes slaví jen na omezeném počtu míst, především v toledské katedrále.

#### Kartuziánský ritus
Kartuziánský ritus se používá v rámci kartuziánského řádu ve verzi revidované v roce 1981. Kromě nových prvků v této revizi se v podstatě jedná o ritus z Grenoblu z 12. století s příměsí z jiných zdrojů. Mezi další odlišnosti od římského mešního řádu patří to, že jáhen připravuje dary během zpěvu epištoly, celebrující kněz si při offertoriu dvakrát myje ruce a eucharistickou modlitbu říká s rukama vztaženýma do tvaru kříže, s výjimkou případů, kdy používá ruce k nějakému specifickému úkonu, a na konci mše není požehnání.

### Západní ritussui generis
Hlavní článek: Benediktinský ritus
Řád svatého Benedikta nikdy neměl vlastní mešní obřad, ale zachovává svůj velmi starý benediktinský obřad liturgie hodin.

## Zaniklé katolické západní liturgické rity

### Africký ritus
Hlavní článek: Severoafrický ritus
V Africe Proconsularis, která se nachází v současném Tunisku (jehož hlavním městem bylo Kartágo), se africký obřad používal před arabským dobytím v 7. století. Byl velmi blízký římskému ritu - natolik, že západní liturgické tradice byly zařazeny do dvou proudů, severoafricko-římské tradice a galikánské (v širším slova smyslu) tradice zahrnující zbytek západořímské říše včetně severní Itálie.

### Keltský ritus
Hlavní článek: Keltský ritus
Starověký keltský ritus byl složeninou neřímských rituálních struktur (pravděpodobně antiochijských) a textů, které se nevyhnuly římskému vlivu, a byl v mnoha ohledech podobný mozarabskému ritu a používal se přinejmenším v některých částech Irska, Skotska, severní části Anglie a snad i Walesu, Cornwallu a Somersetu, než byl v raném středověku autoritativně nahrazen římským ritem. „Keltský“ je možná nesprávné označení a za svůj původ vděčí možná augustiniánské reevangelizaci britských ostrovů v 6. století. Je o něm známo jen málo, ačkoli se dochovalo několik textů a liturgií.
Někteří křesťané – obvykle skupiny, které nejsou ve společenství s římskokatolickou církví, zejména některá západní pravoslavná křesťanská společenství ve společenství s východními pravoslavnými církvemi, např. keltské pravoslaví – se pokusili vdechnout život rekonstrukci keltského ritu, o jejíž historické přesnosti se vedou diskuse. Historické doklady o tomto obřadu se nacházejí ve zbytcích Stowského misálu.

### Galikánský ritus
Hlavní článek: Galikánský ritus
Galikánský ritus je retrospektivní termín používaný pro souhrn místních variant, podobně jako jinde označovaný keltský ritus (výše) a mozarabský ritus, který se ve Francii přestal používat koncem prvního tisíciletí. Neměl by být zaměňován s tzv. novogalikánskými liturgickými knihami vydávanými v různých francouzských diecézích po Tridentském koncilu, které s ním měly jen málo nebo vůbec nic společného.

### Regionální latinské rity nebo způsoby použití
Existovalo několik místních ritů s omezeným rozsahem, které však již zanikly. Přesněji řečeno se jedná o použití nebo varianty římského ritu, většinou s galikánskými prvky, některé s byzantskými liturgickými a tradičními prvky.
- Nidaroský ritus, dávno zaniklý, založený především na importovaných anglických liturgických knihách, používaných v předreformačním Norsku.[13]
- Akvilejský ritus je zaniklý ritus pocházející z bývalého akvilejského patriarchátu v severní Itálii.
- Durhamský ritus (zaniklý: Durham, Anglie).

## Rity řeholních řádů
Hlavní článek: Liturgické rity katolických řeholních řádů
Některé řeholní řády sloužily mši podle vlastních obřadů, které vznikly více než 200 let před vydáním papežské buly Quo primum. Tyto obřady vycházely z místních zvyklostí a kombinovaly prvky římského a galikánského obřadu. Po Druhém vatikánském koncilu byly většinou opuštěny, s výjimkou kartuziánského ritu (viz výše). Řeholní řády novějšího původu nikdy neměly zvláštní obřady.
Následující dříve existující mešní rity, odlišné od římského ritu, se nadále používají v omezené míře na základě povolení církevních představených:
- Karmelitánský ritus
- Cisterciácký ritus
- Dominikánský ritus
- Premonstrátský ritus

Katolická encyklopedie použila slovo „ritus“ i pro praxi, které (do jisté míry i dnes, o století později) dodržují některé katolické řeholní řády, a zároveň uvádí, že se ve skutečnosti řídí římským ritem:
- Františkánský ritus
- Kapucínský ritus
- Servitský ritus